# Najświętsza Maria Panna Gwiazda Morza

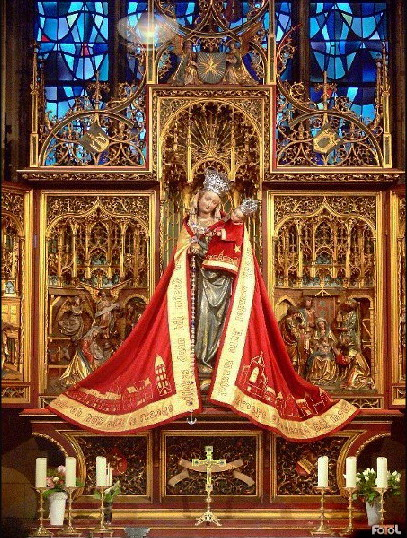
Figura Najświętszej Marii Panny Gwiazdy Morza w bazylice Najświętszej Marii Panny Gwiazdy Morza w Maastricht, najważniejszym katolickim sanktuarium maryjnym w Holandii

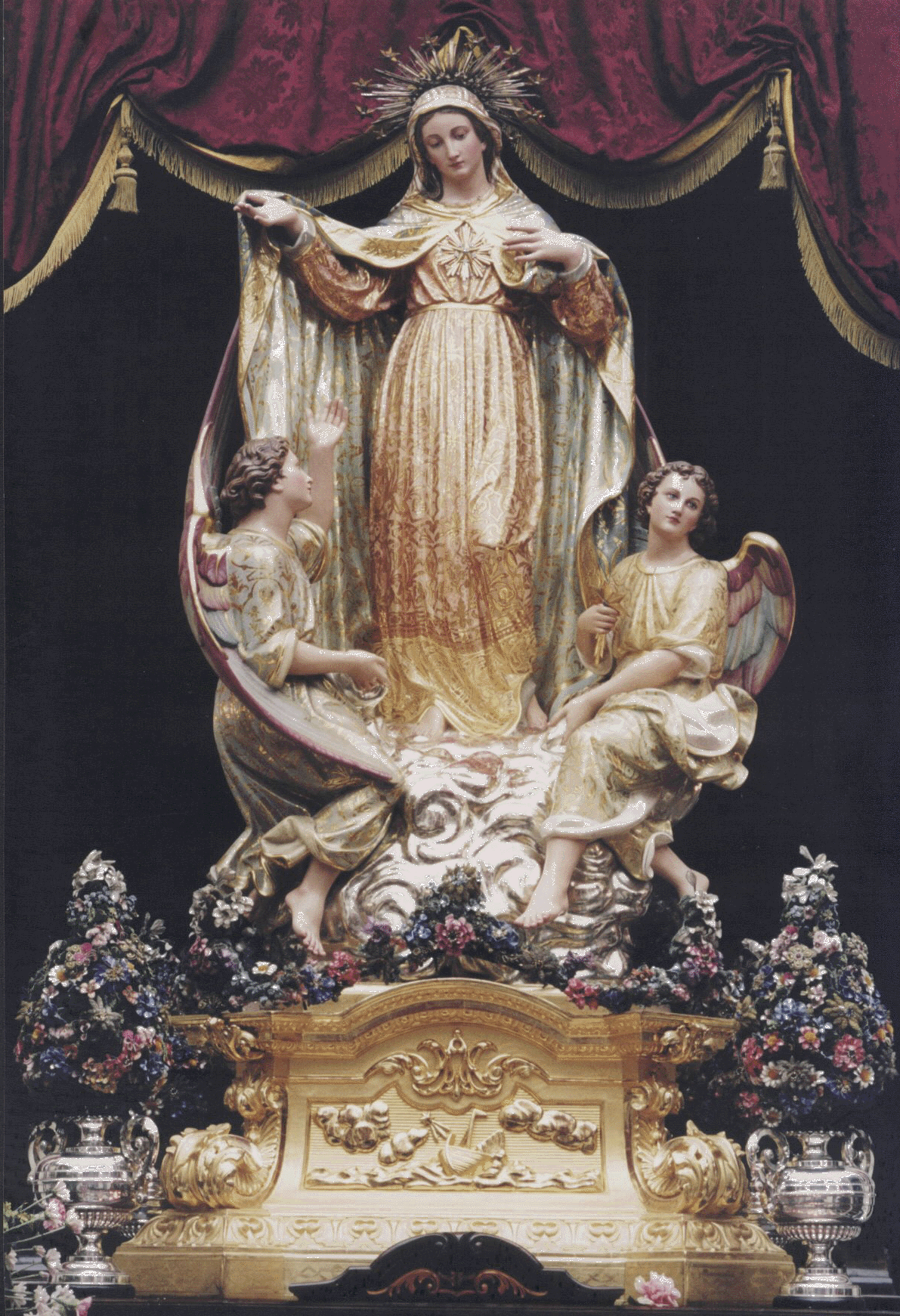
Figura Najświętszej Marii Panny Gwiazdy Morza w kościele parafialnym Stella Maris w Sliema na Malcie

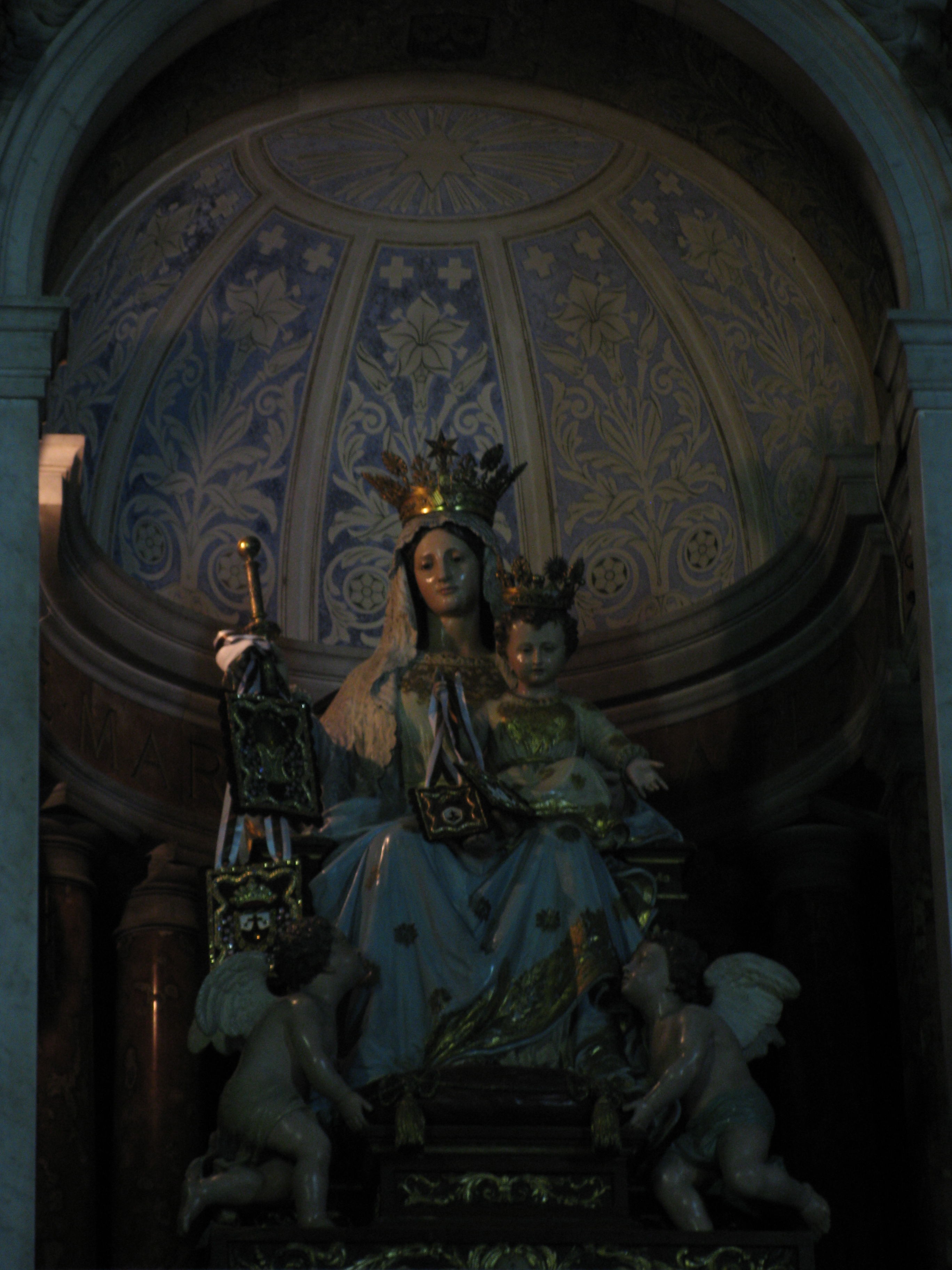
Figura Najświętszej Marii Panny Gwiazdy Morza w klasztorze Stella Maris w Izraelu

Najświętsza Maria Panna Gwiazda Morza – starożytny tytuł Marii, matki Jezusa Chrystusa. Określenie Gwiazda Morza jest tłumaczeniem łacińskiego Stella Maris.
Tytuł ten był i jest używany zwłaszcza przez ludzi morza dla podkreślenia roli Maryi jako ich opiekunki, co znalazło swój wyraz m.in. w powołaniu 4 października 1920 roku w Glasgow Apostolstwa Ludzi Morza (ang. Apostleship of the Sea).

## Historia
Określenie Matki Bożej jako Gwiazdy Morza ma swój początek w świadectwie św. Jana, któremu umierający na krzyżu Jezus powierzył swoją Matkę („Oto Matka twoja”, J 19, 27). W ten symboliczny sposób Matka Jezusa stała się świadectwem wiary i Matką Kościoła. Po swym zmartwychwstaniu Jezus zapowiedział swoim uczniom zesłanie Ducha Świętego, który będzie im towarzyszył podczas misji na całym świecie („... gdy Duch Święty zstąpi na was, otrzymacie Jego moc i będziecie moimi świadkami w Jerozolimie i w całej Judei, i w Samarii, i aż po krańce ziemi”, Dz 1, 8). Ponieważ dla wielu uczniów Jezusa (a także dla późniejszych misjonarzy i odkrywców) droga misyjna prowadziła przez morze, nastąpiło skojarzenie imienia Maryi z nazwą Gwiazdy Polarnej (Stella Maris), położonej w pobliżu północnego bieguna geograficznego i używanej z tego powodu jako punkt orientacyjny w astronawigacji i nawigacji morskiej. Na skojarzenie Maryi z gwiazdami wskazuje też fragment Apokalipsy św. Jana o „Niewieście obleczonej w słońce i księżycu pod jej stopami i wieńcu z gwiazd dwunastu na Jej głowie” (Ap 12, 1).
Imię Stella Maris – Gwiazda Morza w odniesieniu do Maryi pojawia się następnie w średniowiecznej łacińskiej antyfonie maryjnej Ave Maris Stella.
Imienia tego w odniesieniu do Maryi użył też w XII w. św. Bernard z Clairvaux, cytowany przez papieża Piusa XII w jego encyklice Doctor Mellifluus, opublikowanej 24 maja 1953, w 800. rocznicę śmierci św. Bernarda:

Nazywana jest Gwiazdą Morza i bardzo dobrze to do Matki Dziewicy pasuje. Ona bowiem najtrafniej może być przyrównana do świecącego ciała niebieskiego jako że tak jak ono wysyła promień, samo przy tym nie ulegając zepsuciu, tak i Dziewica zrodziła Syna bez skażenia siebie.

Tytuł „Gwiazda Morza – Stella Maris” zawiera dawna karmelitańska antyfona:

Kwiecie Karmelu,
Płodna Winnico,
Ozdobo niebios,
Matko – Dziewico,
O Najwybrańsza! 
Matko łagodna, Czysta i wierna,
Dzieciom Karmelu bądź miłosierna,
O Gwiazdo Morza.

Autor tej antyfony jest nieznany, wiadomo jednak, że w XIII w. modlił się codziennie jej słowami generał Zakonu św. Szymon Stock.
Do imienia Stella Maris nawiązał również papież Jan Paweł II w swym liście apostolskim motu proprio o Duszpasterstwie Ludzi Morza, wydanym w Rzymie 31 stycznia 1997:

Ludzie morza od dawna nazywają imieniem Stella Maris Tę, w której opiekę zawsze ufali - Maryję Pannę. Jej Syn Jezus Chrystus zawsze towarzyszył swoim uczniom w przeprawach łodzią, pomagał im w trudach codziennej pracy i uspokajał burze. Także Kościół towarzyszy ludziom morza i troszczy się o potrzeby duchowe tych, którzy przez życie i pracę związani są z morzem.

O Maryi jako gwieździe nadziei mówił papież Benedykt XVI w encyklice Spe salvi z 30 listopada 2007:

49. W hymnie z VIII/IX wieku, a więc sprzed ponad tysiąca lat, Kościół pozdrawia Maryję, Matkę Boga, jako « Gwiazdę Morza »: Ave maris stella. Życie ludzkie jest drogą. Do jakiego celu? Jak odnaleźć do niego szlak? Życie jest niczym żegluga po morzu historii, często w ciemnościach i burzy, w której wyglądamy gwiazd wskazujących nam kurs.

## Kościoły pod wezwaniem NMP Gwiazdy Morza

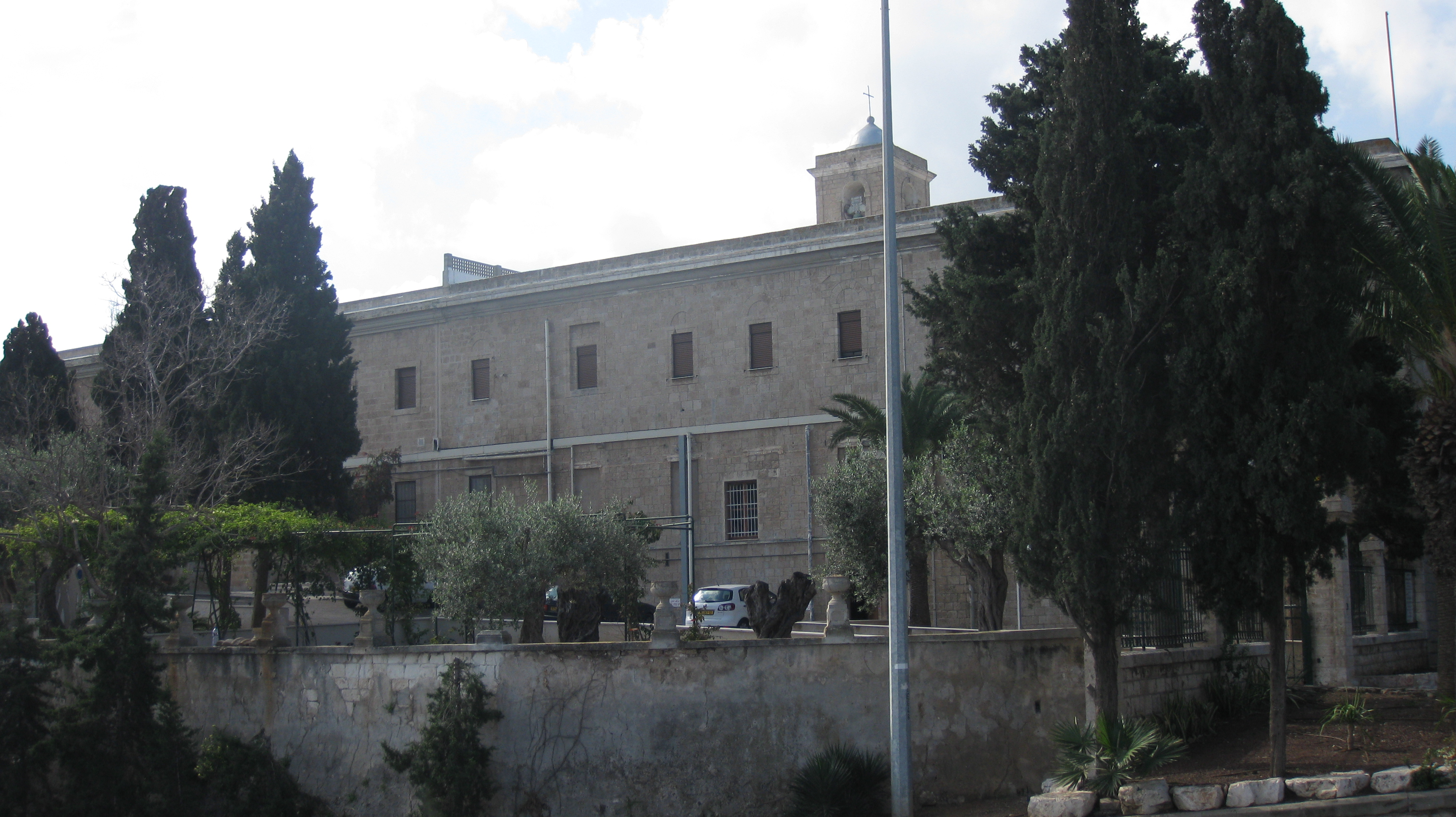
Klasztor karmelitów bosych Stella Maris na Górze Karmel

Wezwanie Najświętszej Marii Panny Gwiazdy Morza nosi szereg kościołów, klasztorów i parafii na całym świecie.
Najbardziej znanym klasztorem noszącym to wezwanie jest karmelitański klasztor Stella Maris, światowe centrum tego zakonu, usytuowany na szczycie góry Karmel w Hajfie.

### Europa

#### Belgia
- Kościół Najświętszej Marii Panny Gwiazdy Morza (Onze Lieve Vrouw kerk) w Zeebrugge

#### Holandia

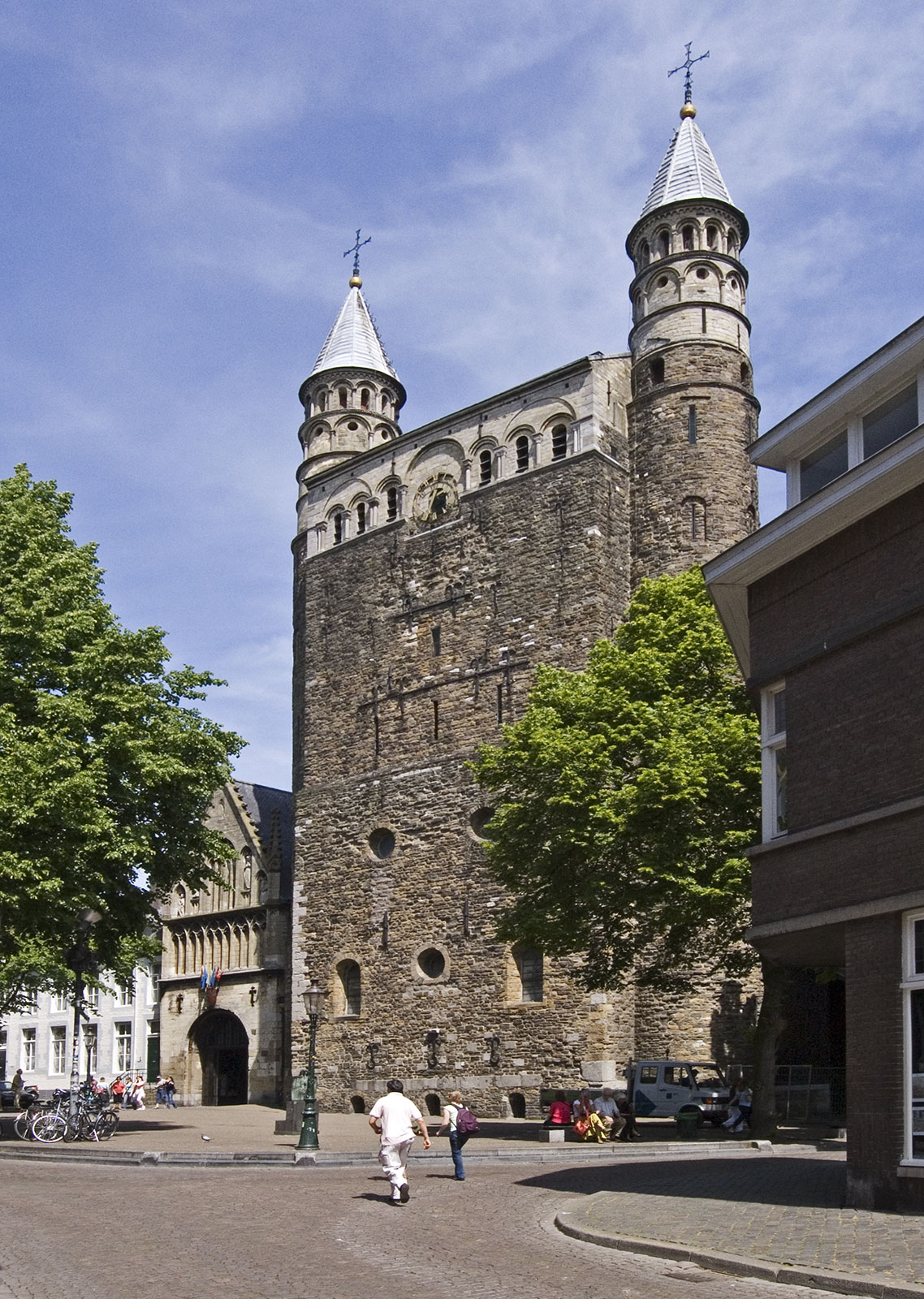
Bazylika Najświętszej Marii Panny Gwiazdy Morza w Maastricht

- Bazylika Najświętszej Marii Panny Gwiazdy Morza (Onze Lieve Vrouw „Sterre der Zee” Basiliek in Maastricht) w Maastricht
- Kościół Najświętszej Marii Panny Gwiazdy Morza (Onze Lieve Vrouw Sterre der Zee, Rotterdam) w Rotterdamie (przy kościele działa polska parafia Najświętszej Marii Panny Gwiazdy Morza)

#### Islandia
- Kościół Najświętszej Marii Panny Gwiazdy Morza (Kirkja Maríu, Stjörnu Hafsins) w Reykjavíku

#### Malta
- Kościół Najświętszej Maryi Panny Gwiazdy Morza (Knisja Parrokkjali ddedikata lill Madonna Kewkba tal-Baħar) w Sliemie

#### Niemcy
- Kościół Najświętszej Marii Panny Gwiazdy Morza (Katholische Kirche Stella Maris, Binz) w Binz
- Kościół Najświętszej Marii Panny Gwiazdy Morza (Maria Meeresstern Kirche, Borkum) w Borkum
- Kościół Najświętszej Marii Panny Gwiazdy Morza (Maria Meeresstern Kirche, Brunsbüttel) w Brunsbüttel
- Kościół Najświętszej Marii Panny Gwiazdy Morza w Wilhelmshaven
- Kościół Najświętszej Marii Panny Gwiazdy Morza (Katholische Stella Maris Kirche, Voslapp) w Voslapp
- Kościół Najświętszej Marii Panny Gwiazdy Morza (Stella Maris Kirche, Norderney) w Norderney
- Kościół Najświętszej Marii Panny Gwiazdy Morza (Kirche St. Maria Meeresstern in Sellin) w Sellin

#### Polska

##### Kościoły

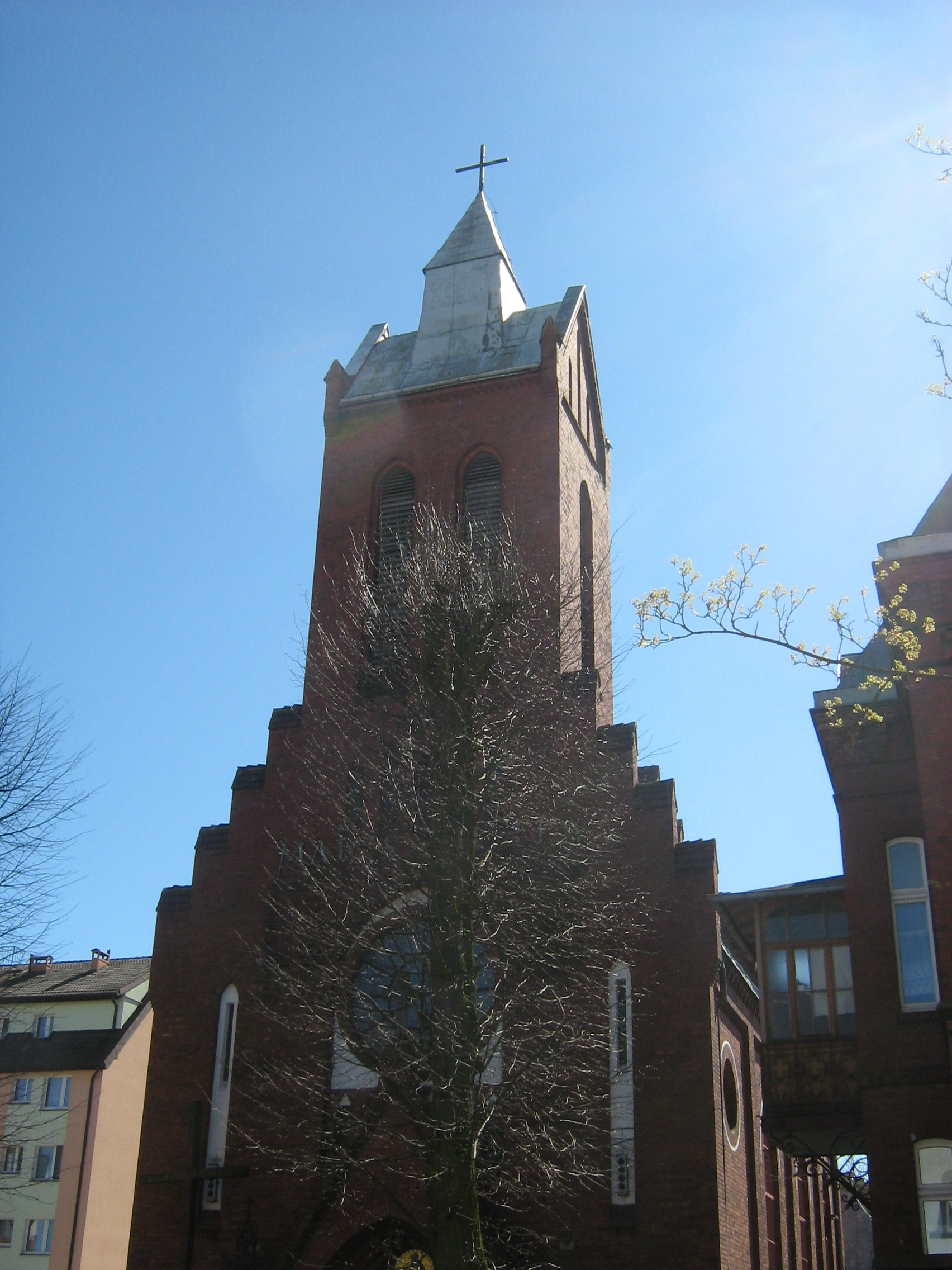
Kościół Najświętszej Maryi Panny Gwiazdy Morza w Świnoujściu

- Kościół Matki Bożej Gwiazdy Morza w Krynicy Morskiej
- Kościół Najświętszej Maryi Panny Wniebowziętej – Gwiazda Morza w Sopocie
- Kościół Najświętszej Maryi Panny Gwiazdy Morza w Ustce
- Kościół Matki Bożej Gwiazdy Morza w Unieściu
- Kościół Najświętszej Maryi Panny Gwiazdy Morza w Świnoujściu

##### Parafie
- Parafia Matki Bożej Gwiazdy Morza w Krynicy Morskiej
- Parafia Najświętszej Maryi Panny Wniebowziętej – Gwiazda Morza w Sopocie
- Parafia Najświętszej Maryi Panny Gwiazdy Morza w Ustce
- Parafia Matki Bożej Gwiazdy Morza w Unieściu
- Parafia Najświętszej Maryi Panny Gwiazdy Morza w Świnoujściu

#### Wielka Brytania
- Kaplica Najświętszej Marii Panny Gwiazdy Morza (Shrine of Our Lady Star of the Sea) w Broadstairs (Anglia)
- Kościół Najświętszej Marii Panny Gwiazdy Morza (Our Lady, Star of the Sea church) w Lytham St Anne’s (Anglia)
- Kościół Najświętszej Marii Panny Gwiazdy Morza (Our Lady, Star of the Sea church) w Seaforth (Anglia)
- Kościół Najświętszej Marii Panny Gwiazdy Morza (Roman Catholic Church of Our Lady Star of the Sea) w St Peters (Anglia)
- Kościół Najświętszej Marii Panny Gwiazdy Morza (Church of 'Our Lady Star of the Sea', Strand, St. Mary’s, Isles of Scilly) na wyspach Scilly (Anglia; jedyny katolicki kościół na tych wyspach)
- Kościół Najświętszej Marii Panny Gwiazdy Morza (Our Lady, Star of the Sea church) w Tilbury (Anglia)
- Kościół Najświętszej Marii Panny Gwiazdy Morza i św. Wenefrydy (Church of Our Lady Star of the Sea and St Winefride) w Amlwch (Walia)

#### Włochy
- Kościół Najświętszej Marii Panny Gwiazdy Morza (Chiesa di Nostra Signora Stella Maris, Albisola Superiore) w Albisola Superiore
- Kościół Najświętszej Marii Panny Gwiazdy Morza (Chiesa di Stella Maris, Porto Cervo) w Porto Cervo

### Afryka
- Katedra Najświętszej Marii Panny Gwiazdy Morza (Our Lady Star of the Sea Cathedral, Sekondi-Takoradi) w Sekondi-Takoradi (Ghana)

### Ameryka Północna

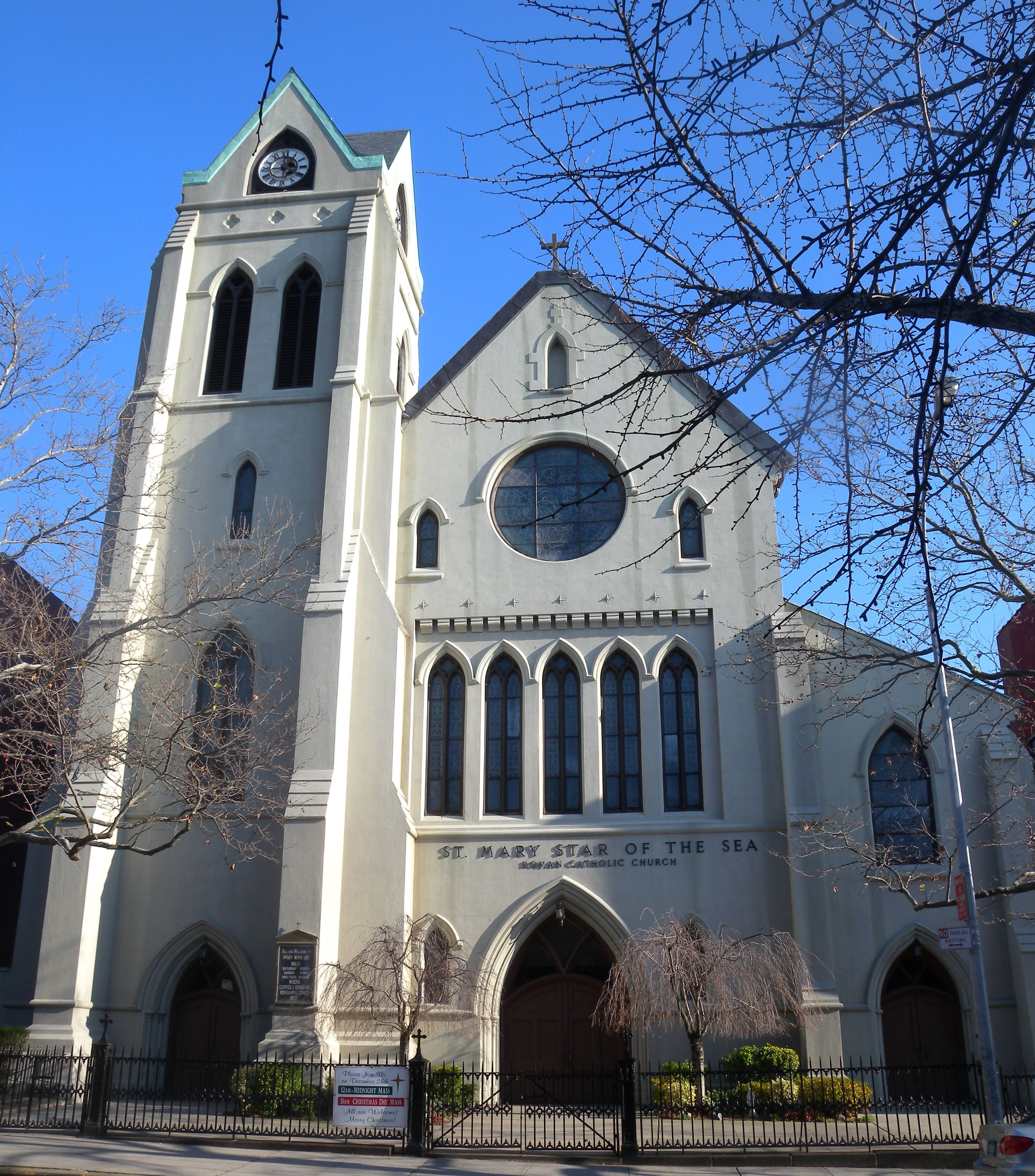
Kościół Najświętszej Marii Panny Gwiazdy Morza w Brooklynie

- Kościół Najświętszej Marii Panny Gwiazdy Morza ((Our Lady Star of the Sea Catholic Church, Bremerton) w Bremerton
- Kościół Najświętszej Marii Panny Gwiazdy Morza (Our Lady Star of the Sea Church, Cape May, New Jersey) w Jersey
- Kościół Najświętszej Marii Panny Gwiazdy Morza (Our Lady Star of the Sea Catholic Church), Grosse Pointe Woods) w Grosse Pointe Woods
- Kościół Najświętszej Marii Panny Gwiazdy Morza (Our Lady Star of the Sea Catholic Church, Houston) w Houston
- Kościół Najświętszej Marii Panny Gwiazdy Morza (St. Mary Star of the Sea Church, Jackson) w Jackson
- Kościół Najświętszej Marii Panny Gwiazdy Morza (St. Mary Star of the Sea Church, Bronx) w Bronksie (Nowy Jork)
- Kościół Najświętszej Marii Panny Gwiazdy Morza (St. Mary Star of the Sea Church, Brooklyn) w Brooklynie (Nowy Jork)
- Kościół Najświętszej Marii Panny Gwiazdy Morza (Our Lady Star of the Sea, Staten Island, NY) w Staten Island (Nowy Jork)
- Kościół Najświętszej Marii Panny Gwiazdy Morza (Our Lady Star of the Sea Church, New Orleans) w Nowym Orleanie
- Kościół Najświętszej Marii Panny Gwiazdy Morza (Our Lady, Star of the Sea Church, San Pedro, California) w San Pedro
- Kościół Najświętszej Marii Panny Gwiazdy Morza (Our Lady Star of the Sea Catholic Church, Stevenson, Washington) w Stevenson
- Kościół Najświętszej Marii Panny Gwiazdy Morza (Stella Maris Church, Sullivan’s Island, South Carolina) w Sullivan’s Island
- Kościół Najświętszej Marii Panny Gwiazdy Morza (Star of the Sea Catholic Church, Virginia Beach, Virginia) w Virginia Beach

### Ameryka Południowa
- Kościół Najświętszej Marii Panny Gwiazdy Morza, Opiekunki Marynarzy (La Iglesia Stella Maris (Estrella del Mar) a la Virgen Protectora de los Marinos en Mar del Plata) w Mar del Plata

### Australia
- Kościół Najświętszej Marii Panny Gwiazdy Morza (St. Mary Star of the Sea Church, Cottesloe) w Cottesloe
- Kościół Najświętszej Marii Panny Gwiazdy Morza (St. Mary Star of the Sea Church, Melbourne) w Melbourne
- Kościół Najświętszej Marii Panny Gwiazdy Morza (Our Lady Star of the Sea Church, Sydney) w Sydney

### Azja
- Kościół Najświętszej Marii Panny Gwiazdy Morza w Singapurze